# Barbados op de Olympische Zomerspelen 2024
Barbados nam deel aan de Olympische Zomerspelen 2024 in Parijs, Frankrijk.

## Aantal deelnemers
Hieronder volgt een overzicht van de atleten die zich kwalificeerden voor de Olympische Zomerspelen van 2024.
| Sport    | Mannen | Vrouwen | Totaal |
| -------- | ------ | ------- | ------ |
| Atletiek | 0      | 2       | 2      |
| Triatlon | 1      | 0       | 1      |
| Zwemmen  | 1      | 0       | 1      |
| Totaal   | 2      | 2       | 4      |

## Deelnemers en resultaten

### Atletiek

#### Loopnummers
Vrouwen
| atlete         | onderdeel | voorronde | voorronde | series | series | herkansingen | herkansingen | halve finale   | halve finale   | finale         | finale         |
| atlete         | onderdeel | tijd      | rang      | tijd   | rang   | tijd         | rang         | tijd           | rang           | tijd           | rang           |
| -------------- | --------- | --------- | --------- | ------ | ------ | ------------ | ------------ | -------------- | -------------- | -------------- | -------------- |
| Tristan Evelyn | 100 m     | bye       | bye       | 11,55  | 53     | n.v.t.       | n.v.t.       | niet geplaatst | niet geplaatst | niet geplaatst | niet geplaatst |
| Sada Williams  | 400 m     | n.v.t.    | n.v.t.    | 50,45  | 3 Q    | bye          | bye          | 49,89          | 3 q            | 49,83          | 7              |

### Triatlon
Individueel
| Atleet         | Evenement | Zwemmen(1.5 km) | Rang 1 | Fietsen (40 km) | Rang 2 | Lopen(10 km) | Totaal Tijd | Ranking |
| -------------- | --------- | --------------- | ------ | --------------- | ------ | ------------ | ----------- | ------- |
| Matthew Wright | Mannen    | 22.13           | 42     | 53.50           | 39     | 32.02        | 1.49.18     | 34      |

### Zwemmen
Mannen
| atleet     | onderdeel        | series | series | halve finale   | halve finale   | finale         | finale         |
| atleet     | onderdeel        | tijd   | rang   | tijd           | rang           | tijd           | rang           |
| ---------- | ---------------- | ------ | ------ | -------------- | -------------- | -------------- | -------------- |
| Jack Kirby | 100 m vrije slag | 50,42  | 46     | Niet geplaatst | Niet geplaatst | Niet geplaatst | Niet geplaatst |